# Silas Weir Mitchell (actor)

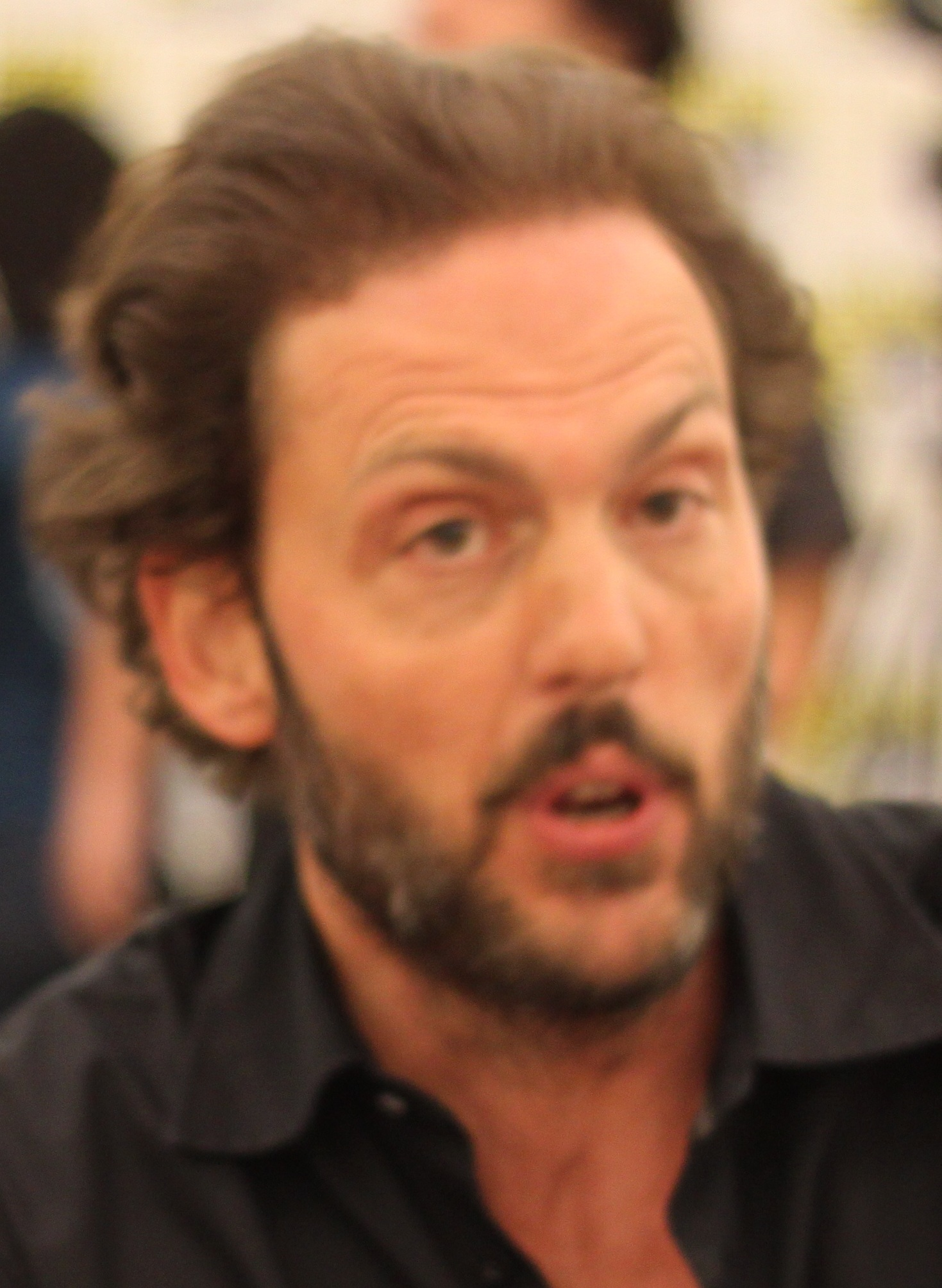
Silas Weir Mitchell în 2011

Silas Weir Mitchell (n. 30 septembrie 1969) este un actor american cunoscut în special pentru aparițiile sale în seriale ca Prison Break (în rolul lui Charles "Haywire" Patoshik), 24 (în rolul lui Eli Stram) sau My Name Is Earl.

## Filmografie parțială
- Grimm (serial TV)